# 히라이 나오히토
히라이 나오히토(일본어: 平井 直人, 1978년 7월 16일 ~ )는 일본의 전 축구 선수이다. 과거 교토 상가 FC에서 활동하였다.

## 구단 경력
1997년 J1리그의 교토 퍼플 상가(교토 상가 FC)에 입단했다. 2010년까지 213경기에 출전, 2002년 천황배 우승을 차지했다. 2010년후 현역 은퇴. 2017년부터 2018년까지 레노파 야마구치 FC, 카탈레 도야마에서 활동하였다.